# 橋本仰未
橋本 仰未（はしもと こうみ、2001年4月25日 - ）は、岐阜県出身の俳優。ジャパンアクションエンタープライズ所属。

## 来歴
2008年から2010年まで国際親善空手道選手権大会の「組手の部」において世界三連覇を果たす 。
その後、2012年に『特命戦隊ゴーバスターズ』第39話にゲスト出演し、俳優デビュー。

## 出演

### テレビ
- 特命戦隊ゴーバスターズ 第39話（2012年11月18日、テレビ朝日） - 沢井ケンタ 役
- 映像研には手を出すな! 第貳話（2020年4月13日・15日、MBS・TBS） - 生徒 役[3]

### オリジナルビデオ
- 忍風戦隊ハリケンジャー 10 YEARS AFTER（2013年） - 天界 役

### ショートムービー
- JAEオリジナル ショートムービー「華麗なる追跡 TARGET-標的-」（2015年） - 主演・桜庭亮平 役
- JAEオリジナル ショートムービー「華麗なる追跡2 〜Dファイル〜」（2015年） - 主演・桜庭亮平 役
- JAEオリジナル ショートムービー「華麗なる追跡3 奪回」（2016年） - 主演・桜庭亮平 役

### イベント
- JAE "春"プレミアムイベント ~Jump Up!~（2016年）

### Webドラマ
- 冥黒の黙示録 ラケシス（2025年）